# Ír Légió

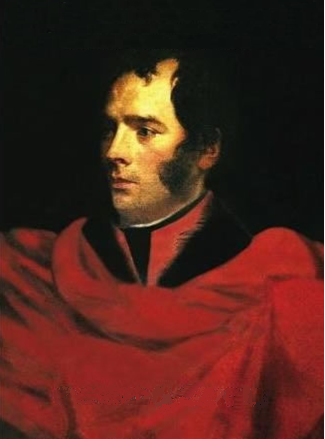
Arthur O'Connor emigráns ír politikus, a légió egyik szervezője.

Az Ír Légió (franciául: Légion irlandaise) a napóleoni háborúkban a francia hadseregben szolgált ír önkéntesekből és szökevényekből álló könnyűgyalogsági zászlóalj volt, amit 1803-ban hoztak létre. Az egység részt akart venni Nagy-Britannia tervezett francia megszállásában, amellyel talán lehetővé vált volna Írország függetlenségének kivívása francia segítséggel, amely az angolok uralma alatt állt. Ez a terv viszont meghiúsult a trafalgari vereséget követően. Ennek ellenére az ír légió állománya tovább bővült, mivel sok szabadságvágyó ír állt át a franciák oldalára. Rövidesen négy önálló ezred alakult ki, amelynek megvolt a maga logisztikai egysége. Az ír légiónak fontos szerepe volt a walchereni hadjáratban és a félszigeti háborúban is. Napóleon végleges legyőzése után a légió is feloszlott.

## Előzmények
Önálló ír gyalogos katonai erők már 1690 óta jelen voltak a francia hadseregben. Egy-egy háború során a francia haderő akár 20%-át alkothatták idegenek (jórészt zsoldosok). Ez persze elterjedt gyakorlat volt minden más hadseregben is évszázadok óta. A franciáknál a leggyakrabban, önálló csapatokként előforduló idegen nemzetiségű katonák a svájciak, németek, itáliaiak, skótok és vallonok voltak. Az 1643-as rocroi-i csatában a francia seregben harcolt egy horvát és egy magyar magyar lovasezred is. A Rákóczi-szabadságharc után Franciaországban önálló magyar huszárezred is kialakult, amely a 20. századig fennmaradt.
Jó néhány esetben idegen erőket használták egy-egy franciaországi felkelés leverésére is. 1789-ban és 1791-ben XVI. Lajos például svájci, német és flamand zsoldosokkal akarta leverni a francia forradalmat.

Az Ír Légió zászlaja, rajta a felirat: I. Napóleon, Franciaország császárának írországi légiója

A pfalzi örökösödési háborúban mintegy 5000 ír harcolt a franciák mellett az angolok ellen. Az írek állásfoglalásának oka Anglia írországi uralma, amely igen gyakran az ír nép feudális, etnikai és vallási elnyomásával párosult. A francia uralkodó római katolikus vallású volt és gyakran háborúzott Angliával.
Az ír ezredet a francia seregben 1791-ben feloszlatták, ahogy a királyi sereg más egységeit is, hogy helyette megalakítsák az új francia forradalmi haderőt.

## A légió létrehozása
1798-ban részben a franciaországi események hatására Írországban republikánus felkelés tört ki, amit az angolok levertek és megtoroltak. Több ír forradalmár viszont Franciaországba menekült 1802-ben, ahol folytathatták az angolok elleni szervezkedést. Közrejátszott ebben, hogy Napóleon a Brit-szigetek elfoglalására készült. Ennek nyomán létrehozták a Corps d'Irlande egységet, amely további 20 ezer fő felszerelésére elegendő ellátmányt kapott. A terv az volt, hogy az invázió kezdetekor partra szállnak Írországban és felkelést robbantanak ki, a felkelőket pedig ezekkel a fegyverekkel és ruházattal látják el, így osztva meg az angol hadsereg erőit.
Az ír légió hivatalosan 1803. augusztus 31-én jött létre a bretagne-i Morlaixban. Az egység alapítója és parancsnoka Napóleon ír nemzetiségű tábornoka Bernard MacSheehy volt. A szervezésből tevékenyen kivette részét Arthur O'Connor, aki 1802-ben emigrált Franciaországba. Az Anglia elleni inváziót Charles Pierre François Augereau tábornok vezette volna, ezért a légiót is az ő hadseregébe kívánták beosztani. De miután a finisterre-foki és trafalgari csaták után lehetetlenné vált az angliai hadjárat kivitelezése, ezért a franciáknak le kellett mondaniuk az írországi akcióról is. A francia hadsereg ettől kezdve elsősorban Közép- és Kelet-Európa hadszínterein küzdött, de a légió továbbra is helyén maradt és partvédelmi feladatokat látott el Franciaországban.

## A légió szervezete
A légió először csak egy könnyűgyalogsági zászlóaljból tevődött össze. A létszám ellenben fokozatosan emelkedett és rövidesen ezreddé szerveződött. Az összetétele változatos volt, mert tagjainak egy része Írországból érkezett, kiképzésre szoruló önkéntes volt, mások viszont az angol flottától dezertált hivatásos katonák voltak. Az állomány feltöltésére olykor kirendeltek hozzájuk német és lengyel katonákat is. Fontos megjegyezni azonban, hogy az angoloknak jóval több ír nemzetiségű katonája volt, akik végig harcoltak Napóleon ellen, sőt több ír magas pozíciót töltött be a brit hadseregben.
1806-ban a légió Mainzban állomásozott, amikor egy lengyel alakulat csatlakozott hozzá. Ennek nyomán a légió állományában 1500-an voltak lengyel nemzetiségűek és csak 200-an írek. A Mainzban szolgáló írek a porosz hadseregtől dezertáltak. Őket egykoron ugyanis az angol hadseregből adták kölcsön a porosz királynak.
Az ír légionáriusoknak saját zászlójuk volt és 1805 decemberében sasformájú hadijelvényt is kaptak, ami csakis a francia egységeknek lehetett. Az Ír Légió egyetlen olyan idegen katonai egység a napóleoni hadseregben, amely elnyert ilyen hadijelvényt. A katonák francia alapon létrehozott egyenruhát viseltek, annyi különbséggel, hogy az uniformisuk színe nem kék, hanem zöld volt, amely Írország nemzeti színe.
A légió teljes létszáma 2000 fő volt összesen. Az ezred legfőbb pártolója Henri Jacques Guillaume Clarke marsall volt, aki maga is ír nemzetiségű volt és családja hűen szolgálta a franciákat. Apja és rokonai már teljesítettek szolgálatot a forradalom előtti francia királyi hadsereg Dillon és Clare elnevezésű ír ezredeiben.
1811 augusztusában a légiót átnevezték 3e Regiment Etranger (Irlandais)-re, amelynek jelentése Harmadik külföldi (írországi) ezred. Napjainkban is egyszerűen csak, mint ír ezredre hivatkoznak az alakulatra.

## A légió a háborúkban
Az Ír Légió kisebb hadműveletek után első komolyabb feladatát Spanyolországban, a félszigeti háborúban vitte véghez. Részt vettek a májusi madridi felkelés leverésében, azt követően a leóni Astorga bevételénél harcoltak a spanyolok ellen. Ez utóbbi csatában a légió egyik tisztjének, John Allen kapitánynak a szakaszában nagy hősiességéről tett tanúbizonyságot az egység dobosa, aki ráadásul mindkét lábát elvesztette a harcban. Áldozatáért elnyerte viszont a francia becsületrendet.
A légiót 1810-ben Portugáliába vezényelték, ahol André Masséna marsall hadseregcsoportjához kerültek. Itt 1811-ben az angolok és portugálok ellen vívott Fuentes de Oñoro melletti csatában tüntették ki magukat.
1809-ben az Ír Légió Hollandiában harcolt a walchereni hadjáratban az angolok ellen, akik a németalföldi régió megszállására törekedtek. A Flushing (ma Vlissingen) mellett vívott csatában sok ír katona betegedett meg maláriában, sőt többen meg is haltak.
A légió utolsó jelentős szereplése a német fronton zajlott 1813-ban, a hatodik koalíciós háborúban. Jacques-Pierre-Louis Puthod tábornok seregében harcoltak az írek az előre törő orosz csapatok ellen a goldsbergi csatában, ahol nagy veszteség érte őket. A heves orosz lovassági támadások miatt Puthod négyszög alakzatba rendezte gyalogságát, így viszont a katonák könnyű célpontot jelentettek az ellenség ütegeinek és az oroszok heves ágyúzásának következtében 400 ír esett el. A második és lényegében megsemmisítő erejű csapást a csehországi Bóbr folyónál vívott ütközet jelentette. Puthod embereit a folyónál az oroszok bekerítették. Az írek a végsőkig kitartottak és amikor már minden lőszerük elfogyott megpróbáltak úszva átkelni a folyón. Többségük (1500 ember) elveszett, mivel a túlsó parton az oroszok szuronyrohamának estek áldozatul, vagy pedig a villámgyorsan mozgó kozákok kaszabolták le őket. A túlélők viszont megmentették a hadijelvényüket és visszatértek Franciaországba.
1814-ben a légió még részt vett a hollandiai Antwerpen ostromában, majd visszavonult Lillébe, ahol Napóleon kapitulációjáig a helyén maradt.
Érdemei elismeréseként a légió tizenegy tisztje részesült a francia becsületrend kitüntetésében.

## A légió feloszlatása
Napóleon száznapos uralma alatt még fennállt a légió, majd a végső (waterlooi) bukás után XVIII. Lajos elrendelte az egység feloszlatását. A légió zászlóját és jelvényét megsemmisítették.